# Enrique Linés Escardó
Enrique Linés Escardó (Logronyo, 8 de novembre de 1914 - Madrid, 31 d'agost de 1988) fou un matemàtic espanyol, acadèmic de la Reial Acadèmia de Ciències Exactes, Físiques i Naturals.

## Biografia
Doctorat en Ciències Exactes, treballà uns anys com a professor a la Universitat de Jena. En tornar a Espanya fou catedràtic de Ciències Matemàtiques de les Universitats de Saragossa, Barcelona (on fou secretari general de la Universitat) i Complutense, i finalment fou Director del Departament de Matemàtiques Fonamentals a la Universitat Nacional d'Educació a Distància. També fou editor i director de Collectanea Mathematica.
El 1942 fou distingit amb un premi del CSIC pel seu treball Aplicaciones de la Teoría de las redes regulares al estudio de las funciones cuasiperiódicas. Entre 1951-1952 participà en els treballs de l'Institute for Applied Mathematics de la Universitat de Maryland. De 1970 a 1976 fou president de la Reial Societat Matemàtica Espanyola. També ha estat Conseller adjunt del Patronat Alfonso el Sabio del CSIC i cap del Departament de Matemàtica Aplicada. En abril de 1981 fou escollit acadèmic de la Reial Acadèmia de Ciències Exactes, Físiques i Naturals i en va prendre possessió el 1982 amb el discurs La función zeta de Riemann.

## Obres
- Principio de análisis matemático
- Tratado de Análisis Matemático II (Cálculo diferencial en espacios normados y teoría de la medida e integración) (1975)
- Tratado de Análisis IV (Análisis Complejo) (1979)
- Cálculo en variedades (1979)
- Introducción a la teoría analítica de los números (1980)

## Enllaços exaterns
- Enrique Linés Escardó a documat.unirioja.es